# Denis Leary
Denis Colin Leary (Worcester, 18 agosto 1957) è un attore e comico statunitense.

## Biografia
Leary nasce a Worcester, Massachusetts, da immigrati irlandesi cattolici. Suo padre è un meccanico di auto, la madre cameriera in un ristorante di famiglia; è il secondo di quattro fratelli. Si diploma nel 1979 all'Emerson College di Boston, specializzandosi nell'insegnamento delle arti dello spettacolo. Qui stringe amicizia con il comico Mario Cantone, poi suo testimone di nozze. Al college si dedica per la prima volta alle attività di autore, e fonda assieme a Jodi Wallace l'Emerson Comedy Workshop, una compagnia comica attiva per molti anni nel campus.. Lavora presso il college per cinque anni, tenendo corsi sulla scrittura creativa per commedie leggere.
Leary inizia la carriera di comico sulla vivace scena della Boston anni ottanta, in show televisivi locali e dal vivo (nel club underground "Play It Again Sam's"). Appare quindi su MTV, prima in alcuni sketch di Remote Control, dove interpreta Keith Richards e Andy Warhol, e successivamente in noti spot commerciali, accrescendo così man mano la sua fama sulla scena alternativa. Nel 1989 sposa la sceneggiatrice Ann Lembeck, da cui avrà due figli: Jack e Devin.
Specialista della stand-up comedy, a partire dagli anni novanta compare in numerosi film di successo, anche se la sua attenzione maggiore è in quegli anni rivolta alla musica. Nel 1993 pubblica l'album No Cure for Cancer, che gli procura una polemica con il collega Bill Hicks.
La controversia sul plagio è menzionata anche in American Scream:
Il singolo Asshole, sardonica raffigurazione del maschio americano, raggiunge un successo inaspettato nelle hit parade, pur senza trovare spazi nei palinsesti musicali dei media americani. Torna a registrare un album nel 1997 quando incide Lock 'n Load, e nel 2004 quando pubblica l'EP Merry F#%$in' Christmas.
Nel dicembre del 1999 sei vigili del fuoco, tra i quali suo cugino, trovano la morte in un incendio nella sua città natale Worcester. In seguito a questa vicenda Leary fonda la Leary Firefighters Foundation, che nel corso degli anni ha distribuito milioni di dollari in contributi per l'acquisto di attrezzature a diversi dipartimenti di vigili del fuoco di New York e sussidi alle famiglie di vigili deceduti in servizio (come i 343 morti a seguito degli attentati dell'11 settembre 2001). Per le devastazioni dell'uragano Katrina Leary ha donato dodici barche di sua proprietà al dipartimento dei vigili del fuoco di New Orleans e ha contribuito alla ricostruzione delle sedi locali.
Dal 2004, Leary è il protagonista e co-ideatore della serie TV Rescue Me, giunta nel 2011 alla sua settima e ultima stagione. Nella serie interpreta Tommy Gavin, un vigile del fuoco con grossi problemi personali, grazie a questa interpretazione ha ricevuto la nomination al Golden Globe nel 2005 e agli Emmy nel 2006. Nel 2005, sull'onda del successo televisivo di Rescue Me ottiene una laurea ad honorem,. Nel 2009 pubblica il suo primo libro Why we suck, che viene tradotto in cinque lingue, e ottiene un discreto successo editoriale. Nella copertina di rientro del bestseller, giocando sulla laurea ad honorem conseguita, Leary compare come "Dr. Denis Leary". Nel 2012 pubblica il suo secondo libro, carico di houmor nero, Merry F#%$in' Christmas, stesso titolo del brano musicale inciso otto anni prima.

## Premi e riconoscimenti
Nel 2005, vince il Golden Globe di miglior attore in una serie televisiva drammatica per il telefilm Rescue Me di Jace Alexander, John Fortenberry, Peter Tolan. Nel 2006 ha ricevuto la nomination agli Emmy per lo stesso ruolo. Nel 2008 ottiene una nomination al Golden Globe come miglior attore non protagonista per la miniserie televisiva Recount di Jay Roach, sempre nello stesso anno viene premiato agli Emmy Awards come miglior attore secondario di film per la Televisione, sempre per il ruolo interpretato in Recount di Jay Roach.

## Filmografia

### Attore

#### Cinema
- Strictly Business, regia di Kevin Hooks e Rolando Hudson (1991)
- Palle in canna (Loaded Weapon 1), regia di Gene Quintano (1993)
- I ragazzi vincenti (The Sandlot), regia di David Mickey Evans (1993)
- Poliziotti per caso (Who's the Man?), regia di Ted Demme (1993)
- Gunmen - Banditi (Gunmen), regia di Deran Sarafian (1993)
- Demolition Man, regia di Marco Brambilla (1993)
- Cuba libre - La notte del giudizio (Judgment Night), regia di Stephen Hopkins (1993)
- C'eravamo tanto odiati (The Ref), regia di Ted Demme (1994)
- Quando gli elefanti volavano (Operation Dumbo Drop), regia di Simon Wincer (1995)
- Serenata alla luna (The Neon Bible), regia di Terence Davies (1995)
- Ladri per amore (Two If by Sea), regia di Bill Bennet (1996)
- Underworld - Vendetta sotterranea (Underworld), regia di Roger Christian (1996)
- Amori e imbrogli (The Matchmaker), regia di Mark Joffe (1997)
- Sesso & potere (Wag the Dog), regia di Barry Levinson (1997)
- Una notte per caso (Love Walked In), regia di Juan José Campanella (1997)
- Una bionda naturale (The Real Blonde), regia di Tom DiCillo (1997)
- Suicide Kings, regia di Peter O'Fallon (1997)
- Snitch, regia di Ted Demme (1998)
- Ad occhi aperti (Wide Awake), regia di M. Night Shyamalan (1998)
- Small Soldiers, regia di Joe Dante (1998)
- Fino a prova contraria (True Crime), regia di Clint Eastwood (1999)
- Gioco a due (The Thomas Crown Affair), regia di John McTiernan (1999)
- Jesus' Son, regia di Alison Maclean (1999)
- Do Not Disturb - Non disturbare (Do Not Disturb), regia di Dick Maas (1999)
- Lakeboat, regia di Joe Mantegna (2000)
- Sand, regia di Matt Palmieri (2000)
- Una spia per caso (Company Man), regia di Peter Askin e Douglas McGrath (2000)
- Double Whammy, regia di Tom DiCillo (2001)
- Final, regia di Campbell Scott (2001)
- Bad Boy, regia di Victoria Hochberg (2002)
- The Secret Lives of Dentists, regia di Alan Rudolph (2002)
- The Amazing Spider-Man, regia di Marc Webb (2012)
- The Amazing Spider-Man 2 - Il potere di Electro (The Amazing Spider-Man 2), regia di Marc Webb (2014)
- Draft Day, regia di Ivan Reitman (2014)
- Scherzi della natura (Freaks of Nature), regia di Robbie Pickering (2015)

#### Televisione
- Favorite Deadly Sins, regia di Denis Leary e David Jablin - film TV (1995)
- La seconda guerra civile americana (The Second Civil War), regia di Joe Dante - film TV (1997)
- The Red Shoes, episodio di Subway Stories - Cronache metropolitane (SUBWAYStories: Tales from the Underground), regia di Craig McKay - film TV (1997)
- The Job - serie TV, 19 episodi (2001-2002)
- Rescue Me - serie TV, 93 episodi (2004-2011)
- Recount, regia di Jay Roach - film TV (2008)
- Maron - serie TV, episodio 1x2 (2013)
- Sex&Drugs&Rock&Roll - serie TV, 20 episodi (2015-2016)
- Nightcap - serie TV, episodio 1x3 (2016)
- Animal Kingdom - serie TV, 7 episodi (2018)
- Law & Order: Organized Crime – serie TV, 9 episodi (2022)
- No Good Deed - serie TV (2024)

#### Cortometraggi
- Long Walk to Forever, regia di John A. Gallagher (1987)
- Kiss My A$$ with Denis Leary, regia di Bryan Reisberg (2012)

#### Doppiaggio
- A Bug's Life - Megaminimondo (A Bug's Life) - film animazione (1998)
- L'era glaciale (Ice Age) - film animazione (2002)
- Crank Yankers - serie animata (2002)
- L'era glaciale 2 - Il disgelo (Ice Age: The Meltdown) - film animazione (2006)
- Ice Age: The Meltdown - videogioco (2006)
- L'era glaciale 3 - L'alba dei dinosauri (Ice Age 3: Dawn of the Dinosaurs) - film animazione (2009)
- Lost Historical Films on the Ice Age Period - cortometraggio animato (2006)
- L'era Natale (Ice Age: A Mammoth Christmas) - cortometraggio animato
- L'era glaciale 4 - Continenti alla deriva (Ice Age: Continental Drift) - film animazione (2012)
- Ice Age: Continental Drift - Arctic Games - videogioco (2012)
- Ice Age Village - videogioco (2013)
- Cosmic Scrat-tastrophe - cortometraggio animato (2015)
- L'era glaciale - La grande caccia alle uova (Ice Age: The Great Egg-Scapade) - cortometraggio animato (2016)
- L'era glaciale - In rotta di collisione (Ice Age: Collision Course) - film animazione (2016)
- L'era glaciale - Le avventure di Buck (Ice Age: Adventures of Buck Wild) - film d'animazione (2022)

### Doppiatore
- A Bug's Life - Megaminimondo (A Bug's Life), regia di John Lasseter e Andrew Stanton (1998) - Francis
- L'era glaciale (Ice Age), regia di Carlos Saldanha e Chris Wedge (2002) - Diego
- L'era glaciale 2 - Il disgelo (Ice Age: The Meltdown), regia di Carlos Saldanha (2006) - Diego
- L'era glaciale 3 - L'alba dei dinosauri (Ice Age 3: Dawn of the Dinosaurs), regia di Carlos Saldanha e Mike Thurmeier (2009) - Diego
- L'era glaciale 4 - Continenti alla deriva (Ice Age: Continental Drift), regia di Steve Martino e Mike Thurmeier (2012) - Diego
- L'era glaciale 5 - In rotta di collisione (Ice Age: Collision Course), regia di Mike Thurmeier e Galen T. Chu (2016) - Diego

### Sceneggiatore
- Ladri per amore (Two If by Sea), regia di Bill Bennet (1996)

## Doppiatori italiani
Nelle versioni in italiano delle opere in cui ha recitato, Denis Leary è stato doppiato da:
- Massimo Lodolo in La seconda guerra civile americana, Amori e imbrogli, Small Soldiers, Scherzi della natura
- Francesco Pannofino in Love Walked In, C'eravamo tanto odiati, Recount
- Angelo Maggi in Law & Order - I due volti della giustizia, Palle in canna
- Roberto Pedicini in Bionda naturale, No Good Deed
- Antonio Sanna in The Amazing Spider-Man, The Amazing Spider-Man 2 - Il potere di Electro
- Stefano Benassi in Animal Kingdom, Law & Order: Organized Crime
- Saverio Indrio in Rescue Me
- Roberto Chevalier in Demolition Man
- Oreste Baldini in Do not disturb
- Massimo Corvo in Cuba libre - La notte del giudizio
- Sergio Di Stefano in Quando gli elefanti volavano
- Sandro Acerbo in Gunmen - Banditi
- Riccardo Rossi in Ladri per amore
- Luca Ward in Sesso & potere
- Sergio Di Giulio in Gioco a due
- Massimo Rossi in Fino a prova contraria
- Sergio Lucchetti in Draft Day

Da doppiatore è sostituito da:
- Pino Insegno in L'era glaciale, L'era glaciale 2 - Il disgelo, L'era glaciale 3 - L'alba dei dinosauri, L'era glaciale 4 - Continenti alla deriva,  I Simpson, L'era glaciale - In rotta di collisione, L'era glaciale - Le avventure di Buck
- Stefano Mondini in A Bug's Life - Megaminimondo